# Ширково (Конышёвский район)
Ширково — село в Конышёвском районе Курской области России. Входит в состав Прилепского сельсовета.

## География
Село находится на реке Прутище в бассейне Сейма, в 52,5 км от российско-украинской границы, в 66 км к западу от Курска, в 8,5 км к юго-западу от районного центра — посёлка городского типа Конышёвка, в 9 км от центра сельсовета — деревня Прилепы.
Климат
В селе Ширково умеренный (влажный) континентальный климат без сухого сезона с тёплым летом (Dfb в классификации Кёппена).
| Показатель                                                                   | Янв. | Фев. | Март | Апр. | Май  | Июнь | Июль | Авг. | Сен. | Окт. | Нояб. | Дек. | Год  |
| ---------------------------------------------------------------------------- | ---- | ---- | ---- | ---- | ---- | ---- | ---- | ---- | ---- | ---- | ----- | ---- | ---- |
| Средний суточный максимум, °C                                                | −3,9 | −2,9 | 3    | 13,1 | 19,4 | 22,7 | 25,2 | 24,5 | 18,2 | 10,6 | 3,5   | −1   | 11,0 |
| Средняя температура, °C                                                      | −5,9 | −5,4 | −0,6 | 8,3  | 14,7 | 18,4 | 20,9 | 19,9 | 14   | 7,3  | 1,3   | −2,9 | 7,5  |
| Средний суточный минимум, °C                                                 | −8,3 | −8,5 | −4,6 | 2,9  | 9,1  | 13,1 | 15,9 | 14,8 | 9,8  | 4,1  | −0,9  | −5,1 | 3,5  |
| Норма осадков, мм                                                            | 50   | 44   | 48   | 50   | 63   | 71   | 77   | 54   | 57   | 57   | 48    | 49   | 668  |
| Источник: Погода по месяцам c ru.climate-data.org(дата обращения: Июнь 2021) |      |      |      |      |      |      |      |      |      |      |       |      |      |

Часовой пояс
Село Ширково, как и вся Курская область, находится в часовой зоне МСК (московское время). Смещение применяемого времени относительно UTC составляет +3:00.

## История
В 1672 году (7180 от сотворения мира) построена Козьмодемьянская церковь. Новое церковное здание построено в 1706 году. В 1779 году заменена каменной Троицкой церковью.

## Население
| 2002 | 2010 |
| ---- | ---- |
| 409  | ↘266 |

## Инфраструктура
Личное подсобное хозяйство. В селе 275 домов.

## Транспорт
Ширково находится в 52 км от автодороги федерального значения М3 «Украина» (Москва — Калуга — Брянск — граница с Украиной), в 53 км от автодороги М2 «Крым» (Москва — Тула — Орёл — Курск — Белгород — граница с Украиной, с подъездами к Туле, Орлу, Курску, Белгороду и историко-архитектурному комплексу «Одинцово»), в 41,5 км от автодороги А142 (Тросна — М-3 «Украина»), в 33 км от автодороги регионального значения 38К-038 (Фатеж — Дмитриев), в 7 км от автодороги 38К-005 (Конышёвка — Жигаево — 38К-038), на автодороге 38К-023 (Льгов — Конышёвка), на автодорогe межмуниципального значения 38Н-439 (38К-023 — Ширково), в 2 км от ближайшего ж/д остановочного пункта Марица (линия Навля — Льгов I).
В 155 км от аэропорта имени В. Г. Шухова (недалеко от Белгорода).